# Hongyan (köpinghuvudort i Kina, Jiangxi Sheng, lat 29,04, long 117,46)
Hongyan är en köpinghuvudort i Kina. Den ligger i provinsen Jiangxi, i den sydöstra delen av landet, omkring 160 kilometer öster om provinshuvudstaden Nanchang. Antalet invånare är 16 603. Befolkningen består av 7 966 kvinnor och 8 637 män. Barn under 15 år utgör 20,0 %, vuxna 15-64 år 72 %, och äldre över 65 år 6,0 %.
Runt Hongyan är det ganska tätbefolkat, med 144 invånare per kvadratkilometer. Närmaste större samhälle är Yongshan, 18,8 km nordväst om Hongyan. I omgivningarna runt Hongyan växer i huvudsak blandskog.
Genomsnittlig årsnederbörd är 2 757 millimeter. Den regnigaste månaden är juni, med i genomsnitt 493 mm nederbörd, och den torraste är oktober, med 41 mm nederbörd.